# 萌牛費迪南
是一部2017年美國3D喜劇動畫片，由藍天工作室製作，二十世紀福斯發行。電影根據曼羅·里夫發表於1936年的兒童文學書籍《愛花的牛》改編而成。美國於2017年12月15日上映。

## 劇情
費迪南是一隻小小的鬥牛，平時喜歡安靜的待在樹下聞聞花香，不喜歡打架。後來由於父親被送去鬥牛場沒有回來，遭受打擊而逃離公牛之家，後遇見小女孩妮娜和她爸爸，過上一段安逸的生活。隨著費迪南的成長與逐漸茁壯，他的性情依舊，然而有天他卻不小心在人群中闖了禍，導致被警察強制帶走，又回到了公牛之家。而剛好名鬥牛士普米羅來到了這裡，他要選出最強壯的鬥牛來做為他的引退之戰對手。。

## 配音员
| 配音                                     | 配音                  | 配音                  | 配音     | 角色                                    |
| 美國                                     | 台灣                  | 香港                  | 中國大陸 | 角色                                    |
| ---------------------------------------- | --------------------- | --------------------- | -------- | --------------------------------------- |
| 約翰·希南 科林·H·墨菲（幼年）            | 鳳小岳 劉俽睿（幼年） | 陳健豪 李譽軒（幼年） | 孟令军   | 費迪南（Ferdinand），公牛               |
| 凱特·麥金儂                              | 錢欣郁                | 王慧珠                | 孟丽     | 羊來瘋（Lupe），家山羊                  |
| 安东尼·安德森 尼爾·迪亞茲（幼年）        | 張騰 洗睿翔（幼年）   | 鄧允賢 程家熙（幼年） | 杨波     | 骨骨（Bones），公牛                     |
| 鮑比·坎納瓦爾 傑克·格羅（幼年）          | 蔣鐵城 廖宥鈞（幼年） | 陳家豪 吳瑋略（幼年） | 赵鑫     | 蠻力提（Valiente），公牛                |
| 鮑比·坎納瓦爾                            |                       | 楊啟健                |          | 蠻力提的父親（Valiente's Father），公牛 |
| 培頓·曼寧 傑特·傑斯梅爾（幼年）          | 孫誠 劉宸均（幼年）   | 何家裕 陳泳言（幼年） | 王利军   | 蠻牛（Guapo），公牛                     |
| 吉娜·羅德里奎                            | 龍顯蕙                | 張彩虹                | 王𣇈巍   | 甲姊（Una），刺猬                       |
| 米高·安吉爾·西維特爾                     | 陳國偉                | 高翰文                |          | 普米羅（El Primero），人類              |
| 大衛·田納特                              | 梁興昌                | 葉家豪                | 高晗     | 安格斯（Angus），公牛                   |
| 傑洛·卡麥克                              | 陳進益                | 郭湛深                |          | 派哥（Paco），狗                        |
| 大衛·迪格斯                              | 李世揚                | 黃尉斯                | 武扬     | 乙哥（Dos），刺猬                       |
| 勞爾·埃斯帕扎                            | 陳進益                | 黃志明                |          | 莫雷諾（Moreno）                        |
| 加布里埃爾·伊格萊西亞斯                  | 蔣鐵城                | 翟偉曦                | 郭非金   | 丁弟（Cuatro），刺猬                    |
| 璜斯                                     | 陳國偉                | 陳偉                  |          | 阿璜（Juan），人類                      |
| 莉莉·戴伊 茱莉亞·史卡帕·沙爾丹哈（幼年） | 吳佩妮 劉芷亘（幼年） | 張嘉程                | 杨鸣     | 妮娜（Nina），人類                      |
| 提姆·諾德奎斯                            | 使用原音              | 使用原音              | 使用原音 | 麥格來（Maquina），機械白帶格羅威牛     |
| 弗拉·伯格                                | 陳進益                | 何耀良                |          | 漢斯（Hans），馬                        |
| 伯瑞斯·柯喬                              | 李英立                | 丘占輝                |          | 槽西平（Klaus），馬                     |
| 莎莉·菲利普斯                            | 孫若瑜                | 梁寶琪                |          | 馬勢莉（Greta），馬                     |
| 仙蒂·史拉特                              | 使用原音              | 使用原音              | 使用原音 | 兔兔（Bunny），兔                       |
| 傑瑞米·西斯托                            |                       | 馬啟迅                |          | 拉夫（Raf），公牛                       |
| 卡拉·馬丁內茲                            |                       | 顧詠雪                |          | 伊莎貝拉（Isabella），人類              |
| 貝塔·莫雷諾                              |                       |                       |          | 陶瓷店店員（China Shop Keeoer），人類   |
| 卡洛斯·沙尔丹哈                          |                       |                       |          | 尖叫的鬥牛士（Screaming Matador），人類 |

## 反響
在爛番茄上，本片在121個專業影評給出71%新鮮度，平均得分6.3/10，觀眾則給出52%低評。在Metacritic上，電影獲得了58分。

## 外部連結
- 互联网电影数据库（IMDb）上《萌牛費迪南》的资料（英文）
- 爛番茄上《萌牛費迪南》的資料（英文）
- Box Office Mojo上《萌牛費迪南》的資料（英文）
- AllMovie上《萌牛費迪南》的资料（英文）
- Metacritic上《萌牛費迪南》的資料（英文）
- 開眼電影網上《萌牛費迪南》的資料（繁體中文）
- 豆瓣电影上《萌牛費迪南》的資料 （简体中文）
- 时光网上《萌牛費迪南》的資料（简体中文）